# Sōfugan
Sōfugan (jap. 孀婦岩, auch: Sōfu-iwa, wörtlich: „Witwenfelsen“, frei aus dem englischen Lot’s Wife Rock übertragen) ist eine kleine Felsinsel vulkanischen Ursprungs im Pazifischen Ozean. Sie ist die südlichste Insel der Izu-Inseln.

## Verwaltung
Wie die gesamte Inselkette der Izu-Inseln gehört Sōfugan administrativ zur Präfektur Tokio. Sie sind Teil der Subpräfektur Hachijō, die von Hachijō-jima aus verwaltet wird. Sie gehören jedoch, ebenso wie die drei Izu-Inseln Bayonnaise Rocks, Sumisu-jima und Torishima zu keiner Gemeinde und sind damit de facto gemeindefreies Gebiet. Sie werden von den Gemeinden Aogashima und Hachijō beansprucht.

## Geografie
Sōfugan liegt etwa 650 km südlich von Tokio und 76 km südlich der benachbarten Insel Torishima. Der nahezu senkrecht aus dem Ozean ragende Felsen weist Abmessungen von 84 × 56 Metern (0,005 km²) auf und erreicht eine Höhe von 99 m über dem Meeresspiegel. Sofugan stellt den Gipfel eines Stratovulkans dar, der sich 2.200 m hoch vom Meeresboden erhebt.

## Geschichte
Sōfugan wurde am 9. April 1788 von John Meares entdeckt und von ihm, in Anlehnung an die biblische Person Lot, dessen Frau der Überlieferung nach zur Salzsäule erstarrt ist, Lot’s Wife getauft.
Am 8. Februar 2008 kam Sōfugan in die Schlagzeilen, als ein russisches Militärflugzeug vom Typ Tupolew Tu-95 in der Nähe der Insel drei Minuten lang in den japanischen Luftraum eingedrungen sein soll.